# Hunkydora soyoae
Hunkydora soyoae is een tweekleppigensoort uit de familie van de Myochamidae. De wetenschappelijke naam van de soort is voor het eerst geldig gepubliceerd in 1950 door Habe.